# Запселье (Кременчугский район)
Запселье (укр. Запсілля) — село,
Запсельский сельский совет,
Кременчугский район,
Полтавская область,
Украина.
Код КОАТУУ — 5322481301. Население по переписи 2001 года составляло 587 человек.
Является административным центром Запсельского сельского совета, в который, кроме того, входят сёла
Крамаренки и
Степовка.

## Географическое положение
Село Запселье находится на левом берегу реки Псёл,
выше по течению на расстоянии в 3 км расположено село Йосиповка (Козельщинский район),
ниже по течению на расстоянии в 1,5 км расположено село Крамаренки,
на противоположном берегу — село Омельник.

## История
- В 1862 году в селе владельческом Запселье были церквь православная и 341 двор где жило 2796 человек.
- В 1911 году в селе Запселье были земская и церковно-приходская школы и жило 2227 человек.[2]

## Объекты социальной сферы
- Фельдшерско-акушерский пункт.
- Дом культуры.
- Детский сад.
- Денис Олегович
- Бородин Василий Сергеевич